# Shin Megami Tensei: Digital Devil Saga 2
Shin Megami Tensei: Digital Devil Saga 2 (DDS 2), conocido en Japón como Digital Devil Saga: Avatar Tuner 2 (Digital Devil Saga アバタール・チューナー2 Dejitaru Debiru Sāga Abatāru Chūnā Tsū?), es la secuela directa del videojuego Shin Megami Tensei: Digital Devil Saga, y continúa la historia justo en el punto en el que acabó en el juego anterior. Esta secuela pone punto final a la historia que comenzó a desarrollarse en Digital Devil Saga y resuelve todos los misterios que surgen durante la precuela.

## Jugabilidad
Jugabilidad en Digital Devil Saga
Shin Megami Tensei: Digital Devil Saga 2 mantiene el sistema de explotación de debilidades del primer juego que apareció por primera vez en Shin Megami Tensei: Lucifer's Call. El tablero de mantra, desde donde se mejora a los personajes y aprenden nuevas habilidades, se ha mejorado convirtiéndolo en un tablero dividido en hexágonos. Una vez se aprende una habilidad (cada habilidad corresponde a un hexágono) se desbloquean las casillas contiguas, las cuales contienen más habilidades que pueden ser adquiridas. Se han incluido nuevos tipos de enemigos en el juego, así como el sistema "Karma Ring" (anillo de karma), el cual permite al grupo protagonista equiparse con anillos que les confieren distintas mejoras, como por ejemplo el aumento de "hit points" puntos de vida o la capacidad de ataque. Además, estos anillos se pueden mejorar con unas gemas que se encuentran durante el transcurso del juego.
El "Modo Berserk" entra en escena en Digital Devil Saga 2. Cuando los personajes están en este estado mantendrán la aparencia humana pero con algunos rasgos de demonio. Asimismo, la capacidad para hacer ataques críticos aumenta drásticamente (hasta un 90 %), pero también son más vulnerables a los ataques de los enemigos. Entrar en esta fase dependerá del "Solar Noise" (ruido solar), cuando este se encuentre entre 7/8 y MAX las posibilidades de entrar en "Modo Berserk" son muy altas. Ganar una batalla en este modo hará que los personajes adquieran más del doble de karma, que es el equivalente a puntos de experiencia en este juego.

## Argumento
Argumento de Digital Devil Saga
Antes de que comience el juego, un personaje adulto explica a unos niños con cierto parecido a los Embryon que todo lo existente en el mundo real está compuesto por datos a nivel cuántico. La tribu de los Embryion han trascendido su cuerpo digital al destruirse el Junkyard, y ahora poseen un cuerpo físico gracias a la intervención de Dios. En el mundo real el sol se ha vuelto negro, parece que esté en un eclipse continuo, y envía rayos de sol nocivos llamados "solar data" (datos solares) que transforman en piedra a todo aquel que se exponga a ellos. Sin embargo, la gente afectada por el "Virus Demonio" son inmunes a estos rayos de sol. En el mundo real, los Embryon se separan, con Serph, Argilla y Gale apareciendo en una ciudad y Cielo y Heat en lugares desconocidos. Cielo es tomado como rehén por los Lokapala, un grupo de resistencia que lucha contra la poderosa "Karma Society" (Sociedad Karma), que se dedica a enviar soldados afectados por el Virus Demonio para recolectar humanos y comérselos. Los Embryon que están juntos, Serph, Argilla y Gale, consiguen convencer al líder de los Lokapala, Roland, para que libere a Cielo y se una al equipo, infectándose a sí mismo con el virus y convirtiéndose en el demonio Indra. También les acompaña Fred, el hijo del antiguo líder de la resistencia.
Los Embryon se infiltran en la ciudad de la Sociedad Karma, la cual se encuentra protegida por una pantalla solar gigante que la protege de los rayos solares malignos. Después de soltar a todos los prisioneros del área de detención, los Embryon intentan rescatar a Sera del área médica, pero se encuentran con una trampa ideada por Madame Cuvier, la líder de la sociedad, que ha manipulado a Heat para que luche contra sus compañeros. Madame Cuvier planea imponer una nueva orden mundial, aunque Jenna Angel se opone a ello en secreto, pues tiene otros planes. Jenna Angel es la directora técnica jefe de la sociedad y la antagonista principal del juego anterior; su plan es utilizar el Virus Demonio para erradicar a los débiles.
El grupo logra vencer a Heat, quien muestra un especial interés en luchar con Serph, y escapan de la torre. Llegan a una central energética en donde se encuentra el E.G.G, un dispositivo gigante que sirve para comunicarse con Dios, y consiguen rescatar a Sera, el ciber-chamán. Sin embargo, Heat aparece y hiere a Serph de gravedad, haciendo que ambos caigan dentro del dispositivo. Mientras Dios intenta absorber todo el planeta, Angel asesina a Madame Cuvier. El resto de los Embryon apagan la central energética, pero no consiguen desactivar el E.G.G. a pesar de ello. Angel libera a Meganada, el cual es derrotado gracias a Roland y Argilla, que se sacrifican para acabar con él. Sera consigue el Atma de Serph y lo use para luchar junto con Gale y Cielo. El grupo restante vuelve a entrar en la instalación en la que se encuentra el E.G.G., la cual ha sido modificada a niveles terroríficos por la influencia de Heat, quien se ha convertido en un demonio gigante llamado Vritra debido a la influencia del E.G.G. Serph, aún vivo gracias al dispositivo, conoce detalles de su vida pasada mediante un misterioso gato negro llamado Schrödinger. 
Un grupo de científicos formaron la Sociedad Karma para estudiar a Dios. Se buscaron y localizaron a niños con la habilidad psíquica para hablar con Dios, y los científicos crearon el E.G.G. para aumentar su habilidad de médium entre los humanos y Dios. No obstante, muchos de los niños acabaron enloqueciendo e incluso muriendo por estar demasiado tiempo expuestos a Dios, como fue el caso del verdadero Cielo. Solamente uno sobrevivió: el candidato número diecinueve, una niña llamada Sera. Uno de los científicos, Heat O'Brien, se opuso a la realización de este proyecto debido al trato tan poco ético que daba el profesor Serph a los sujetos de prueba y, también, por los sentimientos amorosos que había desarrollado hacia Sera. Los verdaderos Heat y Serph pelearon, con la Argilla real, una enfermera que odiaba a Sera y era manipulada por Serph, matando a Heat de un diaparo. Sera vio, ante su disgusto y decepción, la verdadera naturaleza malvada de Serph que este había estado escondiendo para controlarla mejor, siendo que para él los humanos son sólo herramientas. Después de que Dios sintiera la tristeza de Sera, este hizo que el sol se volviera negro e inundara el mundo con datos corruptos que transformarían a la mayor parte de la población en piedra. Serph, después de convertirse en demonio, devoró a todos sus compañeros. Debido a la conexión directa de Sera con Dios, los datos de muchos de los que murieron se "copiaron" en el Junkyard, un mundo virtual, y se convirtieron en programas de inteligencia artificial.   
Sera creó un paraíso virtual para escapar del dolor y la tristeza que sentía en el mundo real. Todas las personas y localizaciones del paraíso creado por Sera son copias de lo que había visto en su vida o cosas que le gustaría haber visto. Las personalidades de Serph y Heat en el Junkyard son completamente contrarias a como son en la realidad, ya que esa era la forma en la que Sera lo percibía debido a la manipulación de Serph. Sin embargo, la milicia descubrió su mundo virtual y la obligaron a transformarlo en un programa de simulación de batalla para desarrollar inteligencias artificiales especializadas en combate; de esta manera el paraíso que creó se transformó en el Junkyard. Más adelante, Jenna Angel usó el Junkyard para probar su Virus Demonio. Sera entró en el Junkyard para intentar detenerla, ya que las inteligencias artificiales comenzaron a desarrollar personalidades humanas.
Luego de descubrir su pasado, Serph resuelve su enemistad con Heat, quien muere debido a sus heridas junto a su amigo. Los Embryon que siguen vivos se apresuran hacia el aeropuerto como última táctica para sobrevivir, pidiendo a Fred que se quede atrás por ser muy peligroso y para que ocupe el lugar de Roland. Gale se queda atrás para hacer tiempo y enfrenta a Angel. Le revela que su versión real era David Gale, un científico que estaba en una relación con Angel y murió durante un ataque terrorista a la instalación en la que se hospedaba, causando que ella cambiara su personalidad y forma de ver el mundo. Angel, en un ataque de ira, empala a Gale, quien hace lo propio con ella y ambos mueren juntos, abrazándose en el suelo. Serph y Sera se suben a un jet mientras Cielo los acompaña en su forma demoníaca. Durante la huida Cielo muere protegiendo el jet de los hombres de Angel. Ambos llegan a la estación H.A.A.R.P., desde donde envían sus datos individuales al sol y, durante el proceso, se unifican transformándose en un ser supremo llamado Seraph. Seraph llega al Sol junto con los datos solares de Argilla, Gale, Cielo, Heat, Roland, Angel, Cuvier, David, Lupa y Jinana. Dependiendo de las decisiones del jugador durante ambos juegos, Seraph, Argilla y Gale pueden heredar las habilidades de Angel, Jinana y Lupa respectivamente, mientras que Heat le cederá su lugar a Roland o decidirá volver a luchar junto con sus amigos. Unidos como datos solares, el grupo de Embryon al completo hacen una última petición a Dios para salvar la humanidad. Después de derrotar a Brahman, consiguen apaciguar a Dios y el sol vuelve a la normalidad. Seraph alcanza la iluminación y viaja con Schrödinger a un universo diferente, mientras que el resto del grupo nacen reencarnados como niños en una Tierra renovada, y se revela que su cuidador y el narrador de la primera cinemática del juego es un Fred adulto.

## Música
La banda sonora fue compuesta íntegramente por Shoji Meguro, a excepción de la canción del final, compuesta por nao y con arreglos de Koichi Yusa. La banda sonora original se lanzó el 22 de septiembre de 2005 bajo el sello Five Records junto a la del primer juego, siendo los discos tres y cuatro los que contienen las canciones de Digital Devil Saga 2 en la compilación de cuatro discos DIGITAL DEVIL SAGA ~Avatar Tuner~ 1 & 2 Original Sound Track: Integral. No obstante, la banda sonora no contiene todos los temas que suenan en ambos videojuegos, como por ejemplo la versión en piano del tema "Atonement" y el tema de batalla que suena cuando se lucha contra los demonios Jack Frost y Omoikane.
Como extra por reservar el juego en Norteamérica se regaló un CD con una selección de temas de Digital Devil Saga 2. El mismo CD se vendió junto al juego en la Edición Coleccionista Europea.

## Crítica y ventas
Durante 2005, el juego vendió 90,812 unidades en Japón.
En 2010, Digital Devil Saga 2 y su predecesor, Digital Devil Saga, coparon la lista de RPGFan de los veinte mejores RPGs de la última década.

## Actores de doblaje

### Japonés
- Kenji Nojima como Serph Sheffield
- Hikaru Midorikawa como Heat
- Houko Kuwashima como Sera/Seraph
- Yumi Touma como Argilla
- Hori Hideyuki como Gale
- Hiroaki Miura como Cielo
- Kanna Nobutoshi como Roland
- Naomi Shindo como Fred
- Michie Tomizawa como Jenna Angel
- Hiroko Emori como Margot Cuvier
- Banjō Ginga como Terrence E. Beck

### Inglés
- Yuri Lowenthal como Serph Sheffield
- Crispin Freeman como Heat
- Wendee Lee como Sera/Seraph
- Amanda Winn Lee como Argilla
- Steven Jay Blum como Gale
- Arif S. Kinchen como Fred
- Dave Wittenberg como Cielo
- Kirk Thornton como Roland
- Mary Elizabeth McGlynn como Jenna Angel
- Bob Papenbrook como Terrence E. Beck

## Productos relacionados

### Manga
En 2005 se lanzó un manga de Digital Devil Saga titulado Digital Devil Saga: Avatar Tuner - Shinen no Matou publicado por Jive. La historia trata sobre un grupo de personajes que no tienen nada que ver con los de los videojuegos. El manga tiene únicamente un volumen autoconclusivo y por el momento no hay planes de localizarlo fuera de Japón.
También existe una antología de cómics hecha por los fanes japoneses de la compilación Digital Devil Saga. El argumento es similar al de los juegos pero con un marcado toque humorístico.